# 法倫香腸

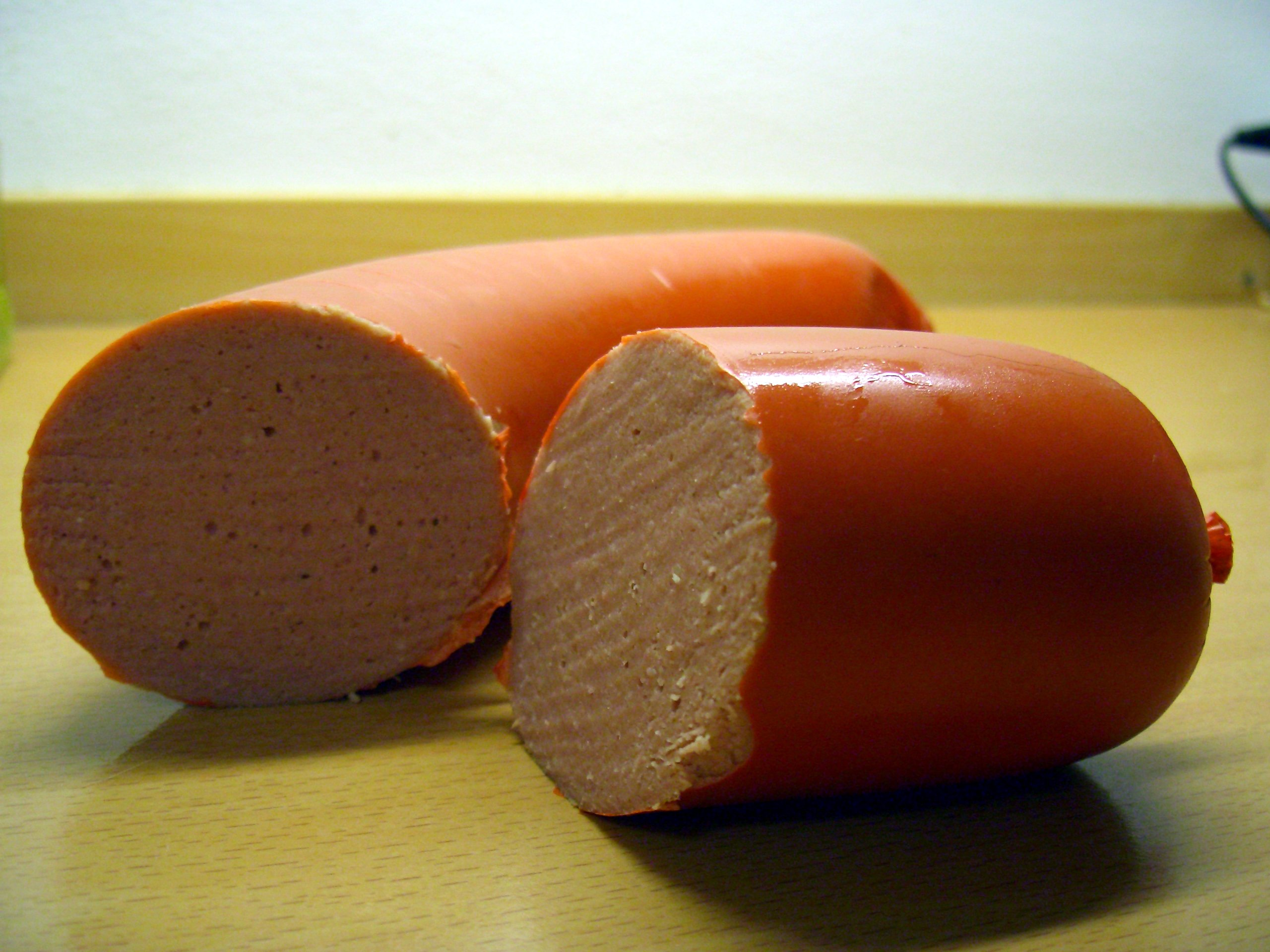
法倫香腸

法倫香腸（瑞典語：Falukorv），是瑞典法倫一種傳統香腸，起源於16至17世紀的大銅山，用豬肉、牛肉或小牛肉與太白粉製作。它是瑞典最普遍的菜餚之一。此腸在二十世纪中叶被引进中国，成为上海特产大红肠。

## 历史
法倫香腸的历史可以追溯到16和17世纪的法伦铜矿，当时人们用牛皮做绳索，宰杀后剩下的一些肉被盐渍和熏制成香肠。
19世纪末，屠夫安德斯-奥尔森（Anders Olsson）恢复了以这种方式制作肉的传统，在他的倡导下，现代法倫香腸得以发展，它使用猪肉和牛肉或小牛肉的混合物。

## 类别
作为一种流行的香肠，法倫香腸具有TSG地位。根据2001年起生效的欧盟准则，对可标记为 "falukorv"的东西进行了限制。只有土豆粉-可用作黏合剂，而且肉的数量不得低于45%，尽管大多数品牌的法倫香腸的肉的比例要高很多。

### Middagskorv
由于其TSG的地位，只有这种特定的香肠可以被称为法倫香腸；它不能用其他成分制作。因此，制造商使用术语middagskorv（晚餐香肠）来描述各种变种，例如脂肪含量较低的香肠，即9%，而不是标准的23%，鸡肉，或用大豆、豌豆和土豆蛋白或玉米制成的素食版本。